# Шумал
Шумал (рум. Șumal) — село у повіті Селаж в Румунії. Входить до складу комуни Марка.
Село розташоване на відстані 417 км на північний захід від Бухареста, 38 км на захід від Залеу, 96 км на північний захід від Клуж-Напоки.

## Населення
За даними перепису населення 2002 року у селі проживали 609 осіб.
Національний склад населення села:
| Національність | Кількість осіб | Відсоток |
| -------------- | -------------- | -------- |
| румуни         | 571            | 93,8%    |
| цигани         | 27             | 4,4%     |
| угорці         | 10             | 1,6%     |

Рідною мовою назвали:
| Мова      | Кількість осіб | Відсоток |
| --------- | -------------- | -------- |
| румунська | 572            | 93,9%    |
| циганська | 21             | 3,4%     |
| угорська  | 15             | 2,5%     |